# Arnoglossus andrewsi
Arnoglossus andrewsi är en fiskart som beskrevs av Kurth, 1954. Arnoglossus andrewsi ingår i släktet Arnoglossus och familjen tungevarsfiskar. Inga underarter finns listade i Catalogue of Life.